# Mary Townley

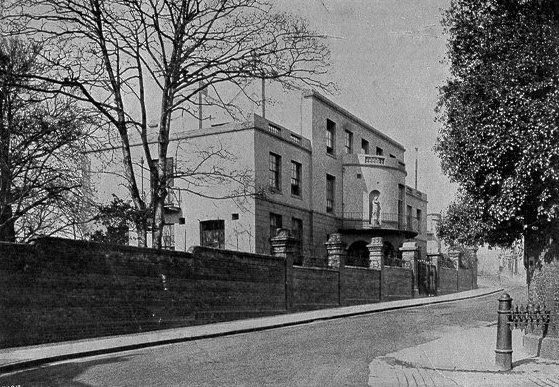
Casa Townley en Ramsgate

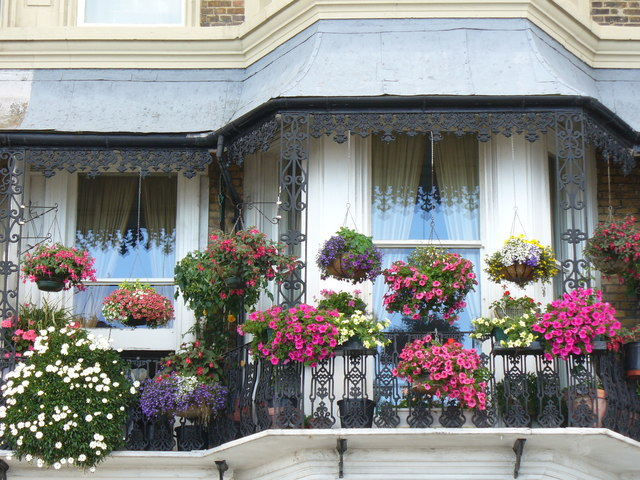
Mary Townley, Balcón de The Paragon

Mary Gosling Townley (1753–1839) diseñó a finales del siglo XVIII y principios del XIX varios edificios en la ciudad de Ramsgate, lo que la convierte en una de las primeras mujeres arquitectas de Inglaterra. La obra por la que se le reconoce es la Townley House de 1792, una gran mansión considerada por la comunidad inglesa como una joya arquitectónica.

## Biografía
Poca es la información disponible sobre esta mujer dedicada a la arquitectura. Los detalles de su obra son casi inexistentes. Un relato escrito por su tutor, el reputado artista Sir Joshua Reynolds, elogia el estilo de Mary Townley en el diseño arquitectónico y la reconoce como única entre las mujeres de su época.
En la década de 1770 se establece junto a su marido, James Townley, en Ramsgate, una ciudad portuaria en desarrollo al este de Kent que era el lugar de vacaciones de la nobleza.

## Obras
Sus obras conocidas son todas en esta ciudad de las que destacan algunos cuarteles para el gobierno, que posteriormente se convirtieron en viviendas y forman parte de la actual Spencer Square, una parte considerable de Albion Place y los Mews en la parte posterior de la plaza, así como el comienzo de la Royal Crescent Street. Pero su obra principal –o al menos la más reconocida- es su propia casa, la Townley House construida en 1792.
En 1840 la Casa Townley se convirtió en un internado escolar para mujeres y continuó así hasta el final de la Primera Guerra Mundial. Unos años más tarde la casa fue reconvertida en cinco apartamentos de vivienda y antes de la Segunda Guerra Mundial el nombre fue cambiado a Townley Mansions.
Mary Townley jugó un papel preponderante en la alta sociedad local de la época, siendo su casa el centro social y de ocio y ella misma la anfitriona de la nobleza durante largos período de tiempo.
Entre sus invitados en la década de 1820 estuvieron el rey Guillermo IV y la duquesa de Kent con su hija, la entonces princesa Victoria quien permaneció allí durante varios meses. Quizás sea esta la principal razón por la cual se conoce -apenas- parte de la obra de Mary Townley, quien junto con Jane y Mary Parminter y Sara Losh, fueron en Gran Bretaña las primeras mujeres que destacaron en el campo de la arquitectura y el diseño.
También innovó en el campo de la construcción. En 1810 patentó un sistema para mejorar las chimeneas que arrojaban demasiado humo.
Cinco de sus obras se encuentran catalogadas como patrimonio histórico por el English Heritage:
- Royal Road, Ramsgate (1814)
- The Paragon, Ramsgate (1816)
- 1-5 Chatham Place, Ramsgate (1780)
- Spencer Square, Ramsgate (1802)
- Townley House Mansion, Ramsgate (1792)[6]

Su tumba en la iglesia de St. Lawrence, también es patrimonio histórico.